# Aceituna (Cáceres)
Aceituna es un municipio español, en la provincia de Cáceres, Comunidad Autónoma de Extremadura. Se sitúa al norte de la provincia, en la mancomunidad del Alagón, siendo lugar de paso obligado entre Montehermoso y las principales localidades de Trasierra - Tierras de Granadilla. El municipio cubre un área de 620 kilómetros cuadrados y en 2011 tenía una población de 620 personas.

## Toponimia
El topónimo deriva del árabe الزيتونة (az-Zaītūna), «el olivar».

## Símbolos
El escudo de Aceituna fue aprobado mediante la "Orden de 3 de junio de 1993, por la que se aprueba el Escudo Heráldico y Bandera Municipal, para el Ayuntamiento de Aceituna", publicada en el Diario Oficial de Extremadura el 17 de junio de 1993. El escudo y la bandera fueron aprobados por el pleno del ayuntamiento el 1 de abril de 1992 y el 27 de abril de 1993, y recibieron informes favorables del Consejo Asesor de Honores y Distinciones de la Junta de Extremadura el 23 de marzo y el 25 de mayo de 1993.
El escudo se define así:

Escudo de plata, rama de olivo frutado de sinople. Al timbre, corona real cerrada.

## Geografía

### Localización
El término municipal de Aceituna limita con:
- Santa Cruz de Paniagua al norte.
- Montehermoso al sur.
- Pozuelo de Zarzón al oeste.
- Santibáñez el Bajo y Valdeobispo al este.

### Hidrografía
Todas las aguas de Aceituna van a parar al río Alagón, que marca el límite de los términos municipales de Aceituna y Valdeobispo.
Los arroyos más importantes que pasan por el término municipal de Aceituna son los Arroyos de Aceituna y de la Higaleja y la Ribera del Bronco.
Al sur del término municipal se encuentra el embalse de San Marcos, en el arroyo de Aceituna. El otro embalse del pueblo es el embalse de Valdeobispo, en su límite con Valdeobispo.
En el término hay además varias lagunas, como la Laguna Maruguero, la Laguna Nueva, la Laguna del Manzano, la Laguna Chavarcón, la Laguna Chica, la Laguna de los Tejares, etc.

## Naturaleza
Aceituna cuenta con una destacable dehesa de 775 ha, a la que se accede por la carretera vecinal que va a Santibáñez el Bajo. En la flora del municipio destaca el roble melojo, especie única que puebla toda la Dehesa aunque se ha repoblado recientemente de alcornoques.
En cuanto a la fauna, en Aceituna hay una zona LIC, ya que habita en ella linces ibéricos. También hay cigüeñas y se ha detectado un nido de cigüeña negra. En las charcas existentes habitan tencas, truchas y carpas. Además, en la dehesa hay una importante cabaña de ganado vacuno y ovino.

## Historia

### Historia antigua

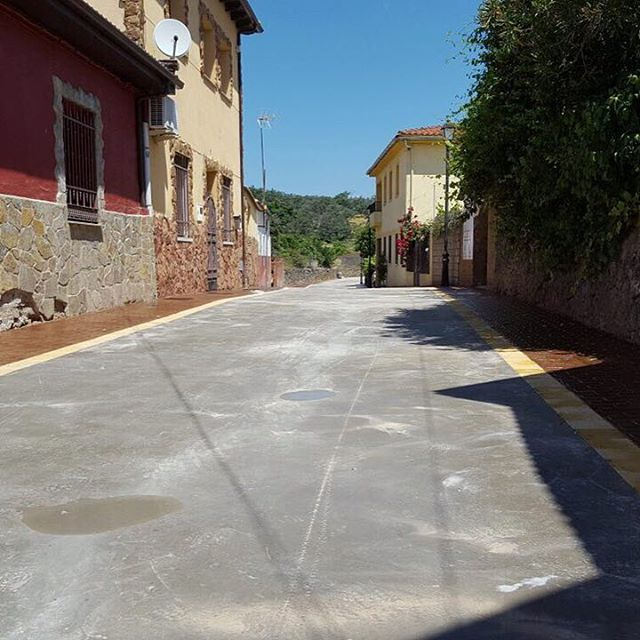
Una calle en Aceituna.

Durante las continuas labores agrícolas realizadas por lugareños de la localidad de Aceituna, se han venido hallando diversos útiles pétreos, como hachas (piedras del rayo), puntas de flecha cuarciticas, molinos barquiformes, etc., lo cual nos traslada sin duda a períodos históricos de varios siglos atrás. J.Rio-Miranda estudió en la década de los 70 y 80, distintos lugares dentro del amplio territorio del municipio. Destacando uno en concreto donde aún se veían distintos restos de muros, que confirmaban la presencia de un núcleo de construcciones correspondiente a época romana. El lugar es conocido como “Los Monesterios”, donde in situ, se perfilaba distintas señales en superficie de una villa romana de tipo rural, la superficie construida puede algo más de los 1000 m² de regulares dimensiones, y que en uno de sus lados conserva enterrado un ábside circular, así como distintos muros dentro de la construcción posiblemente correspondan a las distintas estancias de la villa.
Algunas monedas, molinos circulares, tegulae, cerámicas sigillatas y comunes, han permitido establecer una fecha que nos sitúa entre mediados del siglo I y finales, del siglo IV, aunque con algunas reservas, creemos que las ruinas de estas edificaciones, bien pudieran haberse reutilizado en fechas posteriores.
Aunque son pocos los vestigios catalogados en Aceituna, debemos incluir, el hallazgo de un ara votiva, dedicada a una deidad de raíz indígena. Este hallazgo fue dado a conocer en 1950 por A. Sánchez Paredes.
Se descubrió, en una casa particular en Aceituna, en la década de los 80, y la lectura que se tomó en aquel tiempo fue:
BELLO/NAE/VRV/VALS
Su traducción podría ser: A la diosa Bellona. Uru(cius) V(otum)a(nimo)L(ibens)s(olvit)
Verucio (del que hay otro testimonio en Cáceres) dedica este monumento (ara votiva), a esta deidad BELLONA, posiblemente por algún agradecimiento de salud.
PETRA NOTATA Otro hallazgo de cierta relevancia, fue dado a conocer por J.M. Domínguez Moreno en el periódico Hoy el 18 de mayo de 1983, de una inscripción en roca de 2,6 m de longitud y a escasa altura del suelo, donde bajo el reinado de Vespasiano (fundador de la dinastía Flavia), y por sentencia judicial se gravaron dos inscripciones rupestres, estableciendo situaciones territoriales a tres comunidades vecinas, o propietarios vecinos, por pleito desencadenado entes comunidades o propietarios, que delimitaban terrenos o paso de terrenos ubicados en los términos de Aceituna, y Montehermoso.
ACEITUNA:
CAES•VES•P•F•RO•ET•DEP•IVDICATV
Su lectura es: Caesar Ves•p•(asianus) f(ecit)•Ro(---)•et• Dep(---)•Iudicatu(m)
Su traducción es: Bajo el mandado del emperador Cesar Vespasiano, se delimitan terrenos? o se establecen permisos de uso o paso ¿ a las comunidades RO, DEP Y OI, quizás estas iniciales no fueran de nombre de comunidades, sino iniciales de nombre (propietarios).
MONTHERMOSO:
CAES•VESP•D•F•R•ET•O•I
Su lectura es: Caesar Vesp(asianus)•D(epalationem)•f(ecit)•et• O(---)¿?•I(indicatum)

### Medievo
Aceituna fue fundada en el siglo XIII como aldea del Señorío de Galisteo.

### Edad Contemporánea
Aceituna se constituyó como municipio en 1837, junto con el resto de los pueblos del señorío.
A la caída del Antiguo Régimen la localidad se constituye en municipio constitucional en la región de Extremadura, Partido Judicial de Granadilla, entonces conocido como Aceytuna que en el censo de 1842 contaba con 110 hogares y 603 vecinos.

## Demografía
Aceituna cuenta con una población de 581 habitantes (INE 2024).
| Gráfica de evolución demográfica de Aceituna entre 1842 y 2021                                                      |
| |
| Población de derecho según los censos de población del INE Población de hecho según los censos de población del INE |

## Hidrografía
Todas las aguas de Aceituna desembocan en el río Alagón, que marca el límite entre los términos municipales de Aceituna y Valdeobispo. Los arroyos más importantes que pasan por la localidad de Aceituna son los arroyos Higaleja y Ribera del Bronco.
Al sur del municipio se encuentra la presa de San Marcos, en el arroyo Aceituna. El otro embalse del municipio es el embalse de Valdeobispo, en el límite con Valdeobispo.
Al final también se encuentran varios lagos, como el Lago Maruguero, la Laguna Nueva, la Laguna Manzano, la Laguna Chavarcón, la Laguna Tejares, etc.

## Comunicaciones
Carreteras
Por el pueblo pasan o se inician las siguientes carreteras:
| Carretera                         | Lugar de entrada al pueblo | Lugares a los que va                                      |
| --------------------------------- | -------------------------- | --------------------------------------------------------- |
| CC-13.5 Calle Víctor Pradera      | Noreste de la localidad    | Lleva a Santibáñez el Bajo, Ahigal y Guijo de Granadilla. |
| CC-13.6 Carretera de Montehermoso | Sur de la localidad        | Lleva a Montehermoso.                                     |

Autobús
De lunes a viernes sale un autobús cada día a las 6:45 de la mañana que va a Montehermoso, Coria y Torrejoncillo, haciendo el viaje de vuelta poco después de las cuatro de la tarde.

## Servicios públicos

### Educación
El colegio público de educación infantil y primaria forma parte del CRA La Paz de Santibáñez el Bajo. La educación secundaria puede estudiarse en el IES Gabriel y Galán de Montehermoso.

### Sanidad
Pertenece a la zona de salud de Montehermoso dentro del área de salud de Plasencia y cuenta con un consultorio local en la calle Ramón y Cajal. No hay ningún establecimiento sanitario privado registrado a fecha de 2013, por lo que en algunos servicios sanitarios como ópticas o clínicas dentales depende de poblaciones cercanas de mayor tamaño como Montehermoso o Plasencia. El municipio cuenta con una sola farmacia, que coordina sus turnos de guardia con las de los otros pueblos de la zona de salud.
Servicios Sociales
Tiene una residencia de mayores con capacidad de 20 plazas de asistidos y un Centro de Dia. La admisión es a través del Servicio Social de Base del Ayuntamiento de Aceituna.
Deportes
Dispone de una gran infraestructura deportiva, ya que cuenta con un pabellón polideportivo, pista de pádel, pistas polideportivas y campo de fútbol, piscina municipal y gimnasio municipal

## Monumentos y lugares de interés
Arquitectura religiosa
- La Iglesia Parroquial de Santa Marina es una iglesia en la que destacan un ábside semicilíndrico de sillería y un campanario independiente del templo.
- La Ermita del Cristo, del siglo XVI
- Antiguamente contaba con al menos dos ermitas más, la de los Mártires que se situaría donde se encuentra actualmente la estatua del tamborilero (antiguamente cementerio), y otra pasando la pasarela de San Pedro, en la dehesa boyal, donde se ubicaba la ermita de San Pedro. También existe otra ermita de reciente construcción en el paraje de Maruguero de la dehesa que cada mes de mayo venera a la Divina Pastora.

Arquitectura civil
- Estatua dedicada a los tamborileros existentes en el municipio y por extensión a toda Extremadura, según reza en la misma.

## Cultura

### Festividades
En Aceituna se celebran las siguientes fiestas locales:
- San Sebastián, 20, 21 y 22 de enero.
- Carnavales
- Semana Santa
- Romería, siete días después del Domingo de Resurrección
- San Antonio, el 13 de junio
- Santa Marina (18 de julio)
- Ofertorio, primer domingo luego del 8 de septiembre.

### Gastronomía
La gastronomía de Aceituna está basada en los productos que da la tierra y el tiempo. En tiempo de matanzas se elaboran las morcillas de kiko y las liendrillas. También es típico en verano el gazpacho y el zorongollo. En bodas y celebraciones suelen ofrecerse buñuelos de miel y de azúcar, roscas fritas, flores con miel y bollos. El día de la romería del Cristo se reparten rosas bañadas en azúcar.